# Royal Air Maroc Express
Royal Air Maroc Express jest regionalną linią lotniczą w 100% zależną od Royal Air Maroc z siedzibą w Casablance w Maroku.
Przewoźnik oferuje połączenia krajowe i regularne loty regionalne do Hiszpanii kontynentalnej, Wysp Kanaryjskich, Gibraltaru i Portugalii, a także loty czarterowe dla biur podróży i klientów korporacyjnych. Jego główną bazą jest Międzynarodowy Port Lotniczy Mohammed V.

## Historia
Linia została założona w 2009 i rozpoczęła działalność w lipcu. Jest w całości własnością Royal Air Maroc.

## Flota
Według stanu na maj 2025 flota Royal Air Maroc Express składała się z 6 samolotów o średnim wieku 11,8 lat
| Samolot | Samolot | Samolot   | Liczba miejsc | Liczba miejsc | Uwagi |
| Model   | Aktywne | Zamówione | E             | Łącznie       | Uwagi |
| ------- | ------- | --------- | ------------- | ------------- | ----- |
| ATR 72  | 6       | -         | 70            | 70            |       |
| Łącznie | 6       | 0         |               |               |       |